# 한국화이자제약
한국화이자제약(영어: Pfizer Korea)는 미국의 제약 회사이며. 1969년에 외국계 투자 기업 전환이 되었다.

## 제품소개
전문의약품
- 알닥톤 (순환기질환치료제)
- 소마버트 (희귀의약품)
- 에이리스 (호르몬제)
- 안자탁스주 (항암제)
- 아로마신 (항암제)
- 프리세덱스 (진정제)
- 프리스틱 (정신질환치료제)
- 프리베나13주 (폐렴구균 백신) (판매원 : ㈜종근당)
- 코미나티 (코로나19 백신)
- 팍스로비드 (코로나19 치료제) (판매원 : ㈜유한양행)